# Georg von Pappenheim (1430–1485)
Georg von Pappenheim (* 1430 in Pappenheim; † 1485 in Treuchtlingen) war der Begründer der Treuchtlinger Linie derer von Pappenheim.

## Leben
Georg I. von Pappenheim war der sechste Sohn des Haupt II. von Pappenheim und seiner Frau Barbara von Rechberg. Vermählt war er mit Ursula von Waldburg. In den Jahren 1457 und 1460 war er Pfleger in Weißenberg und 1470 Pfleger in Kelheim. Herzog Albrecht von Bayern verlieh ihm 1480 Schloss Eggersberg um 1700 Gulden auf Lebenszeit. Das Seniorat führte Georg von Pappenheim nach dem Tod seines Halbbruders Heinrich ab 1482. Georg von Pappenheim verstarb im Jahr 1485.

## Nachkommen
Georg von Pappenheim hatte insgesamt sechs Kinder, zwei Söhne und vier Töchter.
- Ulrich von Pappenheim, bereits im jugendlichen Alter verstorben
- Ursula von Pappenheim ⚭ Ludwig von Wildenstein
- Georg II. von Pappenheim (1465–1529) ⚭ Margareta Nothafft von Wernberg
- Barbara von Pappenheim ⚭ Stephan von Egloffstein
- Magdalena von Pappenheim ⚭ M. von Königseck
- Anna von Pappenheim ⚭ Phil. Zobel von Giebelstadt